# Logge del Papa

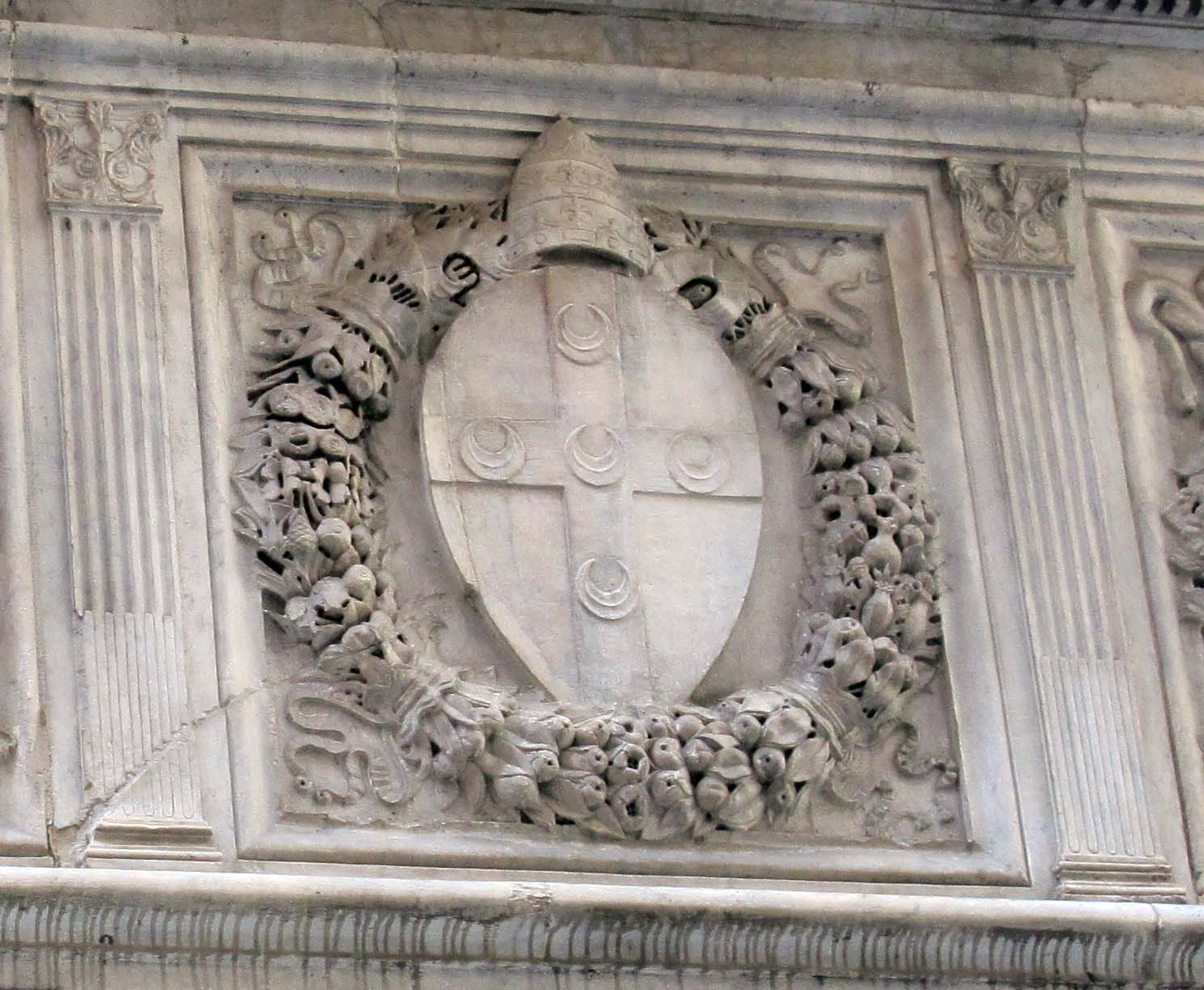
Stemma papale Piccolomini

Le Logge del Papa sono una loggia di Siena, ove sorgono nell'omonima via, a fianco della chiesa di San Martino.

## Storia e descrizione
Edificate nel 1462 dall'architetto senese Antonio Federighi, furono commissionate da papa Pio II (nativo di Corsignano, attuale Pienza, presso Siena), che ne fece dono alla sua famiglia Piccolomini, dalla quale egli stesso proveniva e che aveva il palazzo attiguo.
Le Logge del Papa presentano una facciata in travertino a tre arcate rinascimentali a capitelli corinzi. 
Le arcate sono sormontate da un architrave recante la dedica in latino ""PIUS II PONT MAX GENTILIBVS SVIS PICCOLOMINEIS" (Pio II Pontefice Massimo ai suoi parenti Piccolomini) e da un attico in laterizi.